# Bükkábrány, Borsod-Abaúj-Zemplén
Bükkábrány este un sat în districtul Mezőkövesd, județul Borsod-Abaúj-Zemplén, Ungaria, având o populație de 1.689 de locuitori (2011). 

## Demografie
Componența etnică a satului Bükkábrány
     Maghiari (98,9%)
     Necunoscut (0,52%)
     Germani (0,58%)
     Alții (0,52%)
Componența confesională a satului Bükkábrány
     Romano-catolici (52,04%)
     Reformați (23,33%)
     Fără religie (3,32%)
     Necunoscută (20,9%)
     Alte religii (0,71%)
Conform recensământului din 2011, satul Bükkábrány avea 1.689 de locuitori. Din punct de vedere etnic, majoritatea locuitorilor (98,9%) erau maghiari. Apartenența etnică nu este cunoscută în cazul a 0,52% din locuitori.  Din punct de vedere confesional, majoritatea locuitorilor (52,04%) erau romano-catolici, existând și minorități de reformați (23,33%) și persoane fără religie (3,32%). Pentru 20,9% din locuitori nu este cunoscută apartenența confesională.